# 俺たちはあぶなくない〜クールにさぼる刑事たち
『俺たちはあぶなくない〜クールにさぼる刑事たち』（おれたちはあぶなくない クールにさぼるけいじたち）は、毎日放送の深夜ドラマ枠「ドラマ特区」で放送されたテレビドラマ。同局では2020年9月18日から11月6日まで毎週金曜 0時59分 - 1時29分（木曜深夜）に放送された。主演は鈴木伸之と佐野勇斗。
都会にはびこる犯罪者が巣食う危険な現場に身を置いているにもかかわらず、コストパフォーマンスを重視するために無駄な行動はしない今どきの若手刑事2名がクールかつスタイリッシュに毎日を過ごしていきながらも奮闘していくさまを描く。

## キャスト
高野心（たかの しん）〈30〉
演 - 鈴木伸之（劇団EXILE）
警視庁麻布中央警察署所属の刑事。
刑事ではあるが、昇進試験や署内営業に忙しく殆ど捜査活動を行わない。泥臭い現場を好まず、内勤で出世する道を模索しており、暇さえあれば昇進試験に勤しんでいる。
世中渡（よなか わたる）〈25〉
演 - 佐野勇斗（M!LK）
警視庁麻布中央警察署所属の刑事。
過酷で危険な警察業務を嫌って転職を考えているが、その推理能力は抜群で捜査力も極めて高いので、どこから見ても刑事が天職のように映ってしまう。
月賀梨男（つきが なしお）
演 - 矢野聖人
警視庁麻布中央警察署所属の刑事。
正義感が強く、心や渡とは異なり明らかに刑事向きなのだが、やること為すことが上手くいかない。心と渡がサボっているという確信を得てはいるものの、全く証拠を掴ませてもらえずに苛立っている。
伊喜利辰巳（いきり たつみ）
演 - 猪野広樹
警視庁麻布中央警察署所属の刑事で月賀の相棒。
正義感の強い月賀を尊敬しており、心や渡より優れた刑事であると思っているが、あまりのツキの無さに憐みの目で見つめている。
宇和佐好江（うわさ よしえ）
演 - 三吉彩花
情報屋。
麻布中央警察署のあらゆる情報に通じている。甘いもの好き。
出久坊三（でく ぼうぞう）
演 - 井上肇
警視庁麻布中央警察署の刑事課長。
他の刑事たちとは違い、心と渡が仕事をサボっているとは毛頭思っていない。
江良宗一（えら そういち）
演 - 近江谷太朗
警視庁麻布中央警察署の署長。
心と渡にとって最もおべっかが使える相手。　

## スタッフ
- 監督 - 横堀光範、浅野敦也、浅利宏、島崎謙太郎
- 脚本 - ふじきみつ彦、宮本武史、石上加奈子、渡辺啓
- ナレーション - 越村友一
- 選曲 - 遠藤浩二
- 警察監修 - 石坂隆昌
- アクション監督 - KASHIRA
- 企画・プロデューサー - 浅野敦也
- チーフプロデューサー - 丸山博雄
- プロデューサー - 上浦侑奈
- 制作 - TBSスパークル
- 製作 - 「俺たちはあぶなくない」製作委員会、毎日放送

## 主題歌
オープニング
GOOD ON THE REEL 「ノーゲーム」（lawl records）
エンディング
Hilcrhyme 「グランシャリオ」（UNIVERSAL MUSIC ARTISTS）

## 放送日程
| 話数   | 放送日   | 放送日   | サブタイトル                                      | 脚本         | 監督       |
| 話数   | 毎日放送 | tvk      | サブタイトル                                      | 脚本         | 監督       |
| ------ | -------- | -------- | ------------------------------------------------- | ------------ | ---------- |
| 第1話  | 09月18日 | 09月17日 | 令和のデキる刑事はコスパが良くて超クール!         | ふじきみつ彦 | 浅野敦也   |
| 第2話  | 09月25日 | 09月24日 | 署長の誕生会を成功させよ!                         | 宮本武史     | 横堀光範   |
| 第3話  | 10月02日 | 10月01日 | 捜査よりも危険なキャンプ!? あぶないグランピング!  | 石上加奈子   | 横堀光範   |
| 第4話  | 10月09日 | 10月08日 | 張り込みを世界一楽しむ方法                        | 渡辺啓       | 浅野敦也   |
| 第5話  | 10月16日 | 10月15日 | フェス帰りの恐怖のバスジャック!!!                 | 渡辺啓       | 浅利宏     |
| 第6話  | 10月23日 | 10月22日 | 署長宅お掃除大作戦 ～署長夫人のあぶない誘惑       | 石上加奈子   | 横堀光範   |
| 第7話  | 10月30日 | 10月29日 | 世中、ついに転職!? 決死の転職面接!                | 宮本武史     | 島崎謙太郎 |
| 最終話 | 11月06日 | 11月05日 | 史上最悪の警察爆破事件! 出世と転職の道はいかに…!? | ふじきみつ彦 | 横堀光範   |

### 放送局
| 放送期間                 | 放送時間                     | 放送局       | 対象地域   | 備考              |
| ------------------------ | ---------------------------- | ------------ | ---------- | ----------------- |
| 2020年9月17日 - 11月5日  | 木曜 23:00 - 23:30           | テレビ神奈川 | 神奈川県   | 1時間59分先行放送 |
| 2020年9月18日 - 11月6日  | 金曜 0:59 - 1:29（木曜深夜） | 毎日放送     | 近畿広域圏 | 製作局            |
| 2020年9月19日 - 11月7日  | 土曜 0:00 - 0:30（金曜深夜） | 千葉テレビ   | 千葉県     |                   |
| 2020年9月24日 - 11月12日 | 木曜 0:00 - 0:30（水曜深夜） | テレビ埼玉   | 埼玉県     |                   |
|                          | 木曜 22:25 - 22:55           | とちぎテレビ | 栃木県     |                   |
|                          | 木曜 23:30 - 翌 0:00         | 群馬テレビ   | 群馬県     |                   |
| 2020年10月16日 -         | 金曜 10:50 - 11:20           | 大分放送     | 大分県     |                   |